# Xã Staunton, Quận Macoupin, Illinois
Xã Staunton (tiếng Anh: Staunton Township) là một xã thuộc quận Macoupin, tiểu bang Illinois, Hoa Kỳ. Năm 2010, dân số của xã này là 5.795 người.